# Braunsapis maculata
Braunsapis maculata là một loài Hymenoptera trong họ Apidae. Loài này được Reyes mô tả khoa học năm 1991.